# Ай-Поръёган (приток Поръёгана)
Ай-Поръёган (устар. Ай-Пор-Еган) — река в России, протекает по Сургутскому району Ханты-Мансийского АО. Устье реки находится в 8 км по правому берегу реки Поръёган. Длина реки составляет 27 км.
Высота устья — 76 м над уровнем моря.

## Данные водного реестра
По данным государственного водного реестра России относится к Верхнеобскому бассейновому округу, водохозяйственный участок реки — Обь от впадения реки Вах до города Нефтеюганск, речной подбассейн реки — Обь ниже Ваха до впадения Иртыша. Речной бассейн реки — (Верхняя) Обь до впадения Иртыша.
Код объекта в государственном водном реестре — 13011100112115200044840.